# 舟之僑
舟之侨（？—前632年），春秋时期晋国大夫。本虢国大夫，在虢國被晉國所滅後遂由虢国入晋。在城濮之战中为晋文公戎右，後因擅离职守被杀。

## 生平
前660年，舟之侨在晉滅虢之戰後由虢国入晋。
前632年，晋楚两国发生城濮之战。晋军攻下曹国后，曾跟随晋文公流亡列国的其中两位大夫魏犨、颠颉不顾警告，放火烧死了于晋文公有恩的曹国大夫僖负羁一家。事后魏犨因有勇力暂被撤职，而颠颉则被杀。于是晋文公让舟之侨顶替颠颉为车右。
城濮之战大胜的晋军回师打算渡河，负责船只事宜的舟之侨却不在，他的职务又被日后的晋国正卿士会担任。等到晋师回国献俘之后，舟之侨被杀，以正军法。